# Robert Anton Wilson
Robert Anton Wilson, född 18 januari 1932 i Flatbush, Brooklyn, New York, död 11 januari 2007 i Capitola, Kalifornien, var en amerikansk författare och
individualanarkist, kanske mest känd för Schrödinger's Cat-trilogin samt Illuminatus! som han skrev tillsammans med Robert Shea. Robert Anton Wilson gav inspiration till den brittiska musikgruppen The KLF samt religionerna Discordianism och Church of the SubGenius. I The Illuminatus! Trilogy spelar t.ex. discordianism en central roll där discordianerna leds av protagonisten Hagbard Celine i kampen mot illuminaterna.

### Fiktion
- The Sex Magicians, novell (1973) - Slutsåld, finns som PDF
- The Illuminatus! Trilogy, roman (1975) - ISBN 1-56731-237-3
- Schrödinger's Cat-Trilogy, roman (1979-81) - ISBN 0-440-50070-2
- Masks of the Illuminati, roman (1981) - ISBN 0-440-50306-X
- The Historical Illuminatus Chronicles
  - The Earth Will Shake, roman (1982) - ISBN 1-561-84162-5
  - The Widow's Son, roman (1985) - ISBN 1-561-84163-3
  - Nature's God, roman (1988) - ISBN 1-561-84164-1

### Pjäser
- Wilhelm Reich in Hell, pjäs (1987)
- Reality Is What You Can Get Away With, pjäs (1992; uppdaterad 1996)
- The Walls Came Tumbling Down, pjäs (1997)

### Självbiografi
- Cosmic Trigger Trilogy
  - Cosmic Trigger I: The Final Secret of the Illuminati (1977) - ISBN 1-561-84003-3
  - Cosmic Trigger II: Down to Earth (1991) - ISBN 1-561-84011-4
  - Cosmic Trigger III: My Life After Death (1995) - ISBN 1-561-84110-2

### Facklitteratur
- Playboy's Book of Forbidden Words (1972) - ASIN B-000-6C4KQ-C
- Sex and Drugs: A Journey Beyond Limits (1973)
- The Book of the Breast (1974) - ISBN 0-872-23384-7
  - Reviderad utgåva Ishtar Rising (1989) - ISBN 1-561-84109-9
- Neuropolitics (1978) (med Timothy Leary och George Koopman) - ISBN 0-915-23818-7
  - Reviderad utgåva Neuropolitique (1988) - ISBN 1-561-84012-2
- The Game of Life (1979) (med Timothy Leary) - ISBN 1-561-84050-5
- Prometheus Rising (1983) - ISBN 1-561-84056-4
- The New Inquisition (1986) - ISBN 1-561-84002-5
- Natural Law, or Don't Put a Rubber on Your Willy (1987) - ISBN 0-915-17961-X
- Sex, Drugs and Magick: A Journey Beyond Limits (1988) - ISBN 1-561-84001-7
- Quantum Psychology (1990) - ISBN 1-561-84071-8
- Everything Is Under Control: Conspiracies, Cults and Cover-ups (1998) (med Miriam Joan Hill) - ISBN 0-062-73417-2
- TSOG: The Thing That Ate the Constitution (2002) - ISBN 1-561-84169-2